# Tour della nazionale maschile di rugby a 15 dell'Irlanda 1970
Il Tour della Nazionale di rugby a 15 dell'Irlanda 1970 fu una serie di incontri di rugby union disputatesi in Sud America nel 1952. L'Argentina si aggiudica entrambi i test (che la federazione irlandese non considera come ufficiali)
| Arbitro: | Carlos Tozzi |

|                                             |           |                                                                          |
| mete: Brandi; trasf.: Capell c.p.: Capell 2 | Marcatori | mete: Brown 3, Buckley 2 trasf.: Ciernan 3 c.p.: Ciernan 3 Drop: Mc Gann |

| Arbitro: | César de Elizalde |

|                |           |                                                          |
| c.p.: Seaton 2 | Marcatori | mete: Grace, Lamont; trasf.: Mc Gann c.p.: B. O´Driscoll |

| Arbitro: | Bruno Bertelli |

|                               |           |                                 |
| mete: Hipwell Drop: Mc Gann 2 | Marcatori | c.p.: Seaton Drop: Harris-Smith |

| Arbitro: | Ricardo Colombo |

|                                                               |           |             |
| mete: Duggan O´Callaghan, Madigan trasf.: Cieman c.p.: Cieman | Marcatori | mete: Casas |

| Arbitro: | Carlos Tozzi |

| |            | |
| mete: Travaglini, Gradin trasf.: Gradin | Marcatori  | mete: Hipwell |
| D. Morgan M. Walther, M. Pascual, A. Travaglini, J. Otaola C. Martínez, L. Gradin H. Miguens, H. Silva (cap.), R. Loyola A. Otaño, A. Anthony L. García Yáñez, R. Handley, R. Foster. | Formazioni | T. Ciernan A. Duggan, F. Brenishan, F. O´Driscoll, T. Grace B. Mac Gann, J. Maloney M. Hipwell, T. Moore, J. Buckley M. Mohillo, W. Mc Bride J. Lynch, J. Birch, P. O´Callaghan. |

| Arbitro: | Eduardo Niño |

|                                                            |           |  |
| mete: Orzábal trasf.: Cutler c.p.: Cutler 3 Drop: Pimentel | Marcatori |  |

| Arbitro: | Eduardo Niño |

| |            | |
| c.p.: Gradin 2 | Marcatori  | c.p.: Ciernan |
| D. Morgan M. Walther, A. Rodríguez Jurado, A. Travaglini, M. Pascual C. Martínez, L. Gradin H. Miguens, H. Silva (cap), R. Loyola B. Otaño, A. Anthony L. García Yáñez, R. Handley, R. Foster. | Formazioni | T. Ciernan (cap.) A. Duggan, F. Brenishan, F. O´Driscoll, T. Grace B. Mc Gann, J. Maloney M. Hipwell, T. Moore, J. Buckley J. Mc Bride, M. Mohillo S. Millar, J. Birch, P. O´Callaghan. |